# Останній підозрюваний
Останній підозрюваний (англ. Question of Privilege) — американсько-канадський трилер 1999 року.

## Сюжет
У пошуках розваг четверо молодих людей проводять незабутню ніч в компанії молодої дівчини, яку на ранок знаходять мертвою. Опинившись головними підозрюваними, хлопці все ж не втрачають надії на виправдання. Початківець адвокат Андреа, повіривши в їх невинність, береться за, здавалося б, програшну справу. Зробивши неможливе, вона отримує блискучу перемогу в суді. Однак в ході розслідування з підозрюваних в живих залишився лише один — решта по звірячому вбиті невідомим маніяком.

## У ролях
- Майлс Фергюсон — Ян Олдрідж
- Ерік Джонсон — Джоел Олдрідж
- Ендрю Майслі — Дрейк Мелтон
- Кріс Фассбендер — Метью Фрімен
- Вікторія Рутвінд — Мері Веллс
- Джессіка Стін — Андреа Робертс
- Девід Кіт — Картер Робертс
- Джессіка Гарві — Сара Робертс
- Майкл Айронсайд — лейтенант Роберт Інграм
- Пол Пюні — містер Веллс
- Том Батлер — Тейт Олдрідж
- Венді Крюсон — Гейл Стерлінг
- Девід МакНаллі — Кайл Рівз
- Нік Манкузо — Стівен Хілі
- Бенжамін Ретнер — Оуен Керр
- Жан Александра Сміт — Джуді Кокс
- Венделл Сміт — власник готелю
- Коралі Кейрнс — місіс Фрімен
- Джессіка Гоппер — Ванда
- Ларрі Різ — містер Фрімен
- Тімоті Чарльз Андерсон — адвокат